# Chad Coombes
Pour les articles homonymes, voir Coombes.
Chad Coombes, né le 9 septembre 1983 à Hamilton, est un footballeur néo-zélandais. Il occupe le poste de milieu de terrain à Auckland City.

## Carrière

### Palmarès
- Champion de Nouvelle-Zélande : 2005, 2006, 2007 et 2009
- Vainqueur de la Ligue des champions de l'OFC : 2006 et 2009